# 城东街道 (兴城市)
城东街道，是中华人民共和国辽宁省葫芦岛市兴城市下辖的一个乡镇级行政单位。

## 行政区划
城东街道下辖以下地区：
东关社区、城南社区、月亮河社区、东一村、东二村、南辛庄村、新地号村、韩家沟村和干柴村。